# دنیل کونتسیلیا
دنیل کونتسیلیا (اسلوونیایی: Danijel Koncilja؛ زادهٔ ۴ سپتامبر ۱۹۹۰) بازیکن والیبال اهل اسلوونی است.